# Unisex
Unisex referer til ting, som kan bruges af begge køn, men kan samtidig være et udtryk for kønsblindhed. Mange beklædningsgenstande som er egnet til brug af begge køn, får ofte betegnelsen unisex.
Udtrykket blev dannet i løbet af 1960'erne, og blev benyttet ganske uformelt. Udtrykket er sammensat af de latinske ord 'uni' og 'sex', som direkte oversat betyder 'et køn'. "Uni-" præfikset har også fået betydning som (universal) universel eller (united) forenet, som giver 'uni-' præfikset betydning, som noget der er delt. I dette tilfælde noget der er delt mellem de to køn.